# Erik Ahldén

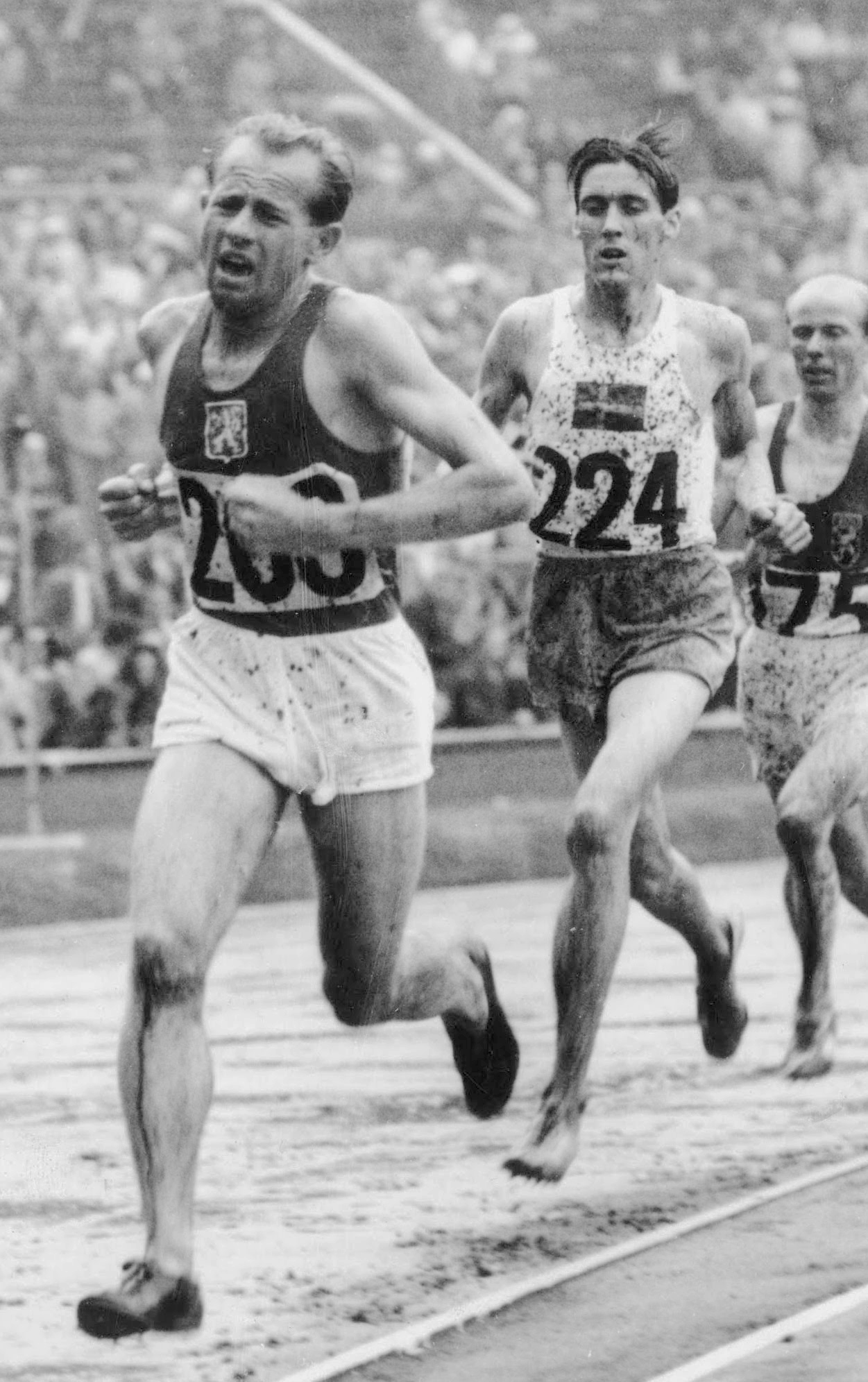
Erik Ahldén hinter Emil Zátopek bei den Olympischen Spielen 1948

Erik Ahldén (Erik Torsten Ahldén; * 4. September 1923 in Ramsjö, Ljusdal; † 6. Juli 2013 in Nacka) war ein schwedischer Langstreckenläufer.
Bei den Olympischen Spielen 1948 wurde er Vierter über 5000 m.
1946 wurde er Schwedischer Meister im Crosslauf auf der Kurzstrecke und 1948 über 5000 m.

## Persönliche Bestzeiten
- 1500 m: 3:48,2 min, 29. Juni 1945, Stockholm
- 1 Meile: 4:09,4 min, 27. August 1946, Malmö
- 2000 m: 5:12,0 min, 1948
- 3000 m: 8:09,6 min, 15. August 1948, Amsterdam
- 5000 m: 14:13,2 min, 21. Juli 1948, Gävle